# バスケットボールアンゴラ代表
バスケットボールアンゴラ代表（Angola national basketball team）は、アンゴラバスケットボール連盟により国際大会に派遣されるバスケットボールのナショナルチームである。

## 歴史
1980年代以降力を付け、1986年に世界選手権初出場を果たす。自国開催の1989年アフリカ選手権で初優勝以来4連覇を達成。1997年は3位に終わったが、2度目の自国開催となった1999年に王座奪還し再び4連覇となる。
2006年世界選手権では第2戦で日本に快勝し10位となった。
2007年は、3度目の自国開催となるアフリカ選手権で前人未到の5連覇を達成した。
2014年ワールドカップでは、韓国とオーストラリア相手に勝利した。
アフロバスケット2015では、決勝でナイジェリアに敗れ準優勝。
FIBAアフロバスケット2017では、準々決勝でセネガルに敗れた。大会最終順位は7位。
2019年ワールドカップは、グループステージでフィリピン相手に勝利した。
FIBAアフロバスケット2021は、前回大会同様準々決勝でセネガル相手に敗れた。大会最終順位は5位。
2023年ワールドカップは、前回の2019年大会同様フィリピン相手に勝利した。

## 主な国際大会成績
- オリンピック
  - 1992年：10位
  - 1996年：11位
  - 2000年：12位
  - 2004年：12位
  - 2008年：12位
- W杯の成績
  - 1986年：20位
  - 1990年：13位
  - 1994年：16位
  - 2002年：11位
  - 2006年：10位
  - 2010年：15位
  - 2014年：17位
  - 2019年 : 27位
  - 2023年 : 26位
- アフリカ選手権の成績
  - 優勝：11回（1989, 1992, 1993, 1995, 1999, 2001, 2003, 2005, 2007, 2009, 2013）

## 現在の代表選手
2025年FIBAアフロバスケットのロスター
- ブルーノ・フェルナンド
- エドゥアルド・フランシスコ
- セルトン・ミゲル
- ジェルソン・ゴンザルベス
- シルデ・ドゥンダン
- ジョアン・フェルナンデス
- アブバカル・ガコウ
- シルビオ・デ・ソウザ（英語版）
- ケビン・コキラ（英語版）
- ジルソン・バンゴ（英語版）
- ミルトン・バンデ・ヴァレンテ
- ブラズ・マチ

## 歴代代表選手
- ヤニック・モレイラ
- ブルーノ・フェルナンド
- レジー・モア
- ジェルソン・ゴンサウヴェス
- アントニオ・モンテイロ
- ジェルソン・ドミンゲス
- リオネル・パウロ

## 歴代ヘッドコーチ
- マリオ・パルマ （1999-2005）
- ジョゼップ・クラロス （2021-）